# 亚内·特恩奎斯特
亚内·特恩奎斯特（瑞典語：Jane Törnqvist，1975年5月9日—），瑞典女子足球运动员。她曾代表瑞典参加1999年和2003年国际足联女子世界杯。她也曾参加2000年和2004年夏季奥林匹克运动会。